# أمير محمود أنوار
السيّد/مير محمود بن محمّد-حسین الموسوي الطهراني المشهور بـأمير محمود أنوار (15 نوفمبر 1945 - 2 ديسمبر 2012) أكاديمي أدبي وشاعر إيراني. ولد في طهران. أنهى دراسته الثانوية فيها وحصل على الليسانس والماجستير، والدكتوراه من جامعة طهران. عمل أستاذًا للأدب العربي والإسلامي بجامعة طهران، و أستاذا للأدب العربي والمقارن لطلاب الماجستير والدكتوراه، ووكيلاً لكلية الآداب ورئيسًا لدائرة الإعلام والنشر. كتب الشعر بالفارسية والعربية. له العديد من المقالات المنشورة باللغتين العربية والفارسية في المجلات الداخلية والخارجية. حصل على عدد من الأوسمة الثقافية من الدرجة الأولى. توفي في مسقط رأسه.

## سيرته
ولد السيّد/أمير محمود بن محمّد-حسین الموسوي الطهراني الشهير بـأنوار في طهران في 15 نوفمبر 1945/ 10 ذو الحجة 1364 في عائلة متدينة شيعية أثنا عشرية موسوية. أنهى دارسته الثانوية فيها وحصل على الليسانس والماجستير، والدكتوراه من جامعة طهران. عمل أستاذًا للأدب العربي والإسلامي والتفسير والعرفان بجامعة طهران، وأستاذاً للأدب العربي والمقارن لطلاب الماجستير والدكتوراه، ووكيلاً لكلية الآداب، ورئيسًا لدائرة الإعلام والنشر. 

كتب الشعر بالفارسية والعربية، وعارض بعض القصائد العربية الشهيرة كالبردة لكعب بن زهير، والبوصيري. له العديد من المقالات المنشورة باللغتين العربية والفارسية في المجلات الداخلية والخارجية. وله مجموعات شعرية بالعربية والفارسية. ألف وترجم بعض الكتب والمقالات من العربية إلى الفارسية. حصل على عدد من الأوسمة الثقافية من الدرجة الأولى.

توفي بعد شهرين من المرض في 2 ديسمبر 2012/ 19 محرم 1434 هـ في طهران.